# 570. grenadirski polk (Wehrmacht)
570. grenadirski polk (izvirno nemško 570. Grenadier-Regiment; kratica 570. GR) je bil pehotni polk Heera v času druge svetovne vojne.

## Zgodovina
Polk je bil ustanovljen 15. oktobra 1942 s preimenovanjem 570. pehotnega polka; dodeljen je bil 302. pehotni diviziji.
Uničen je bil avgusta 1944 v južni Ukrajini.